# 블록체인랩스
블록체인랩스(Blockchain Labs)는 대한민국 서울에 본사를 둔 블록체인 기술 개발 및 응용 전문 기업으로, 2013년 미국 캘리포니아주 샌프란시스코 실리콘밸리에서 설립되었다. 코로나19 백신 접종을 위한 디지털 인증서 검증 시스템인 쿠브(COOV: 전자 예방접종증명서)를 개발, 대한민국 질병관리청에서 정식으로 채택되어 사용되기 시작했다.
블록체인랩스는 2013년 캘리포니아 샌프란시스코에서 설립되었다.
2018년, 가상화폐 없는 퍼블릭 블록체인인 인프라블록체인(InfraBlockchain)을 설계하여 실제 생활에 응용될 수 있도록 했다.
2020년 8월, 블록체인랩스는 4,300만 명의 대한민국 국민이 사용한  세계 최초 블록체인 기반 백신패스 앱 COOV를 개발했다. 코로나19가 유행할 당시 전국민의 출입 수단으로 쓰이면서 4천300만 이용자를 소화했다. 대한민국 질병관리청에 무상으로 프로그램을 제공했고, 운영에 필요한 컴퓨터 자원도 질병관리청, 보건복지부, 행정안전부 국가정보자원관리원, 한국보건의료정보원 등 여러 정부 기관과 함께 제공했다. 증명서 위·변조 방지와 진위 여부 확인을 위해 특허 받은 블록체인·분산신원인증(DID) 기술을 적용했다. 질병관리청이 직접 운영하는 블록체인은 전자 예방접종증명서의 진위 여부 확인을 위한 공개키 정보만 기록되고 주민등록번호 등 개인정보는 보관하지 않는다. COOV를 통한 백신 접종 증명서는 유럽연합(EU),싱가포르, 베트남, 필리핀 등 에서도 인정받을 수 있다. 코로나19 시기에 세계에서 가장 많이 사용된 블록체인 서비스였다.
블록체인랩스는 블록체인 기반의 DID(분산신원확인: Decentralized Identity) 기술을 제공한 바 있으며,  블록체인 기반 공공기관용 디지털 증명 솔루션 ‘쿠브플러스(COOV+)’는 조달청의 제안으로 공공수요 숙성지원 과제로 발굴돼 혁신 제품으로 지정됐다. 현재 가상화폐로 인해 블록체인 기술 도입을 주저했던 정부 및 해외 국가, 대기업 등 여러 기관에 독자 기술을 제공하고 있다.
블록체인랩스는 2022년 11월 세계 최초 중앙서버 없는 블록체인 메신저 블록챗(BlockChat)을 출시했다. 기존 메신저 서비스와 달리, 메시지 내용 등 정보는 개인 기기에만 저장된다.회원가입이 없어 개인정보를 수집하지 않기 때문에 기기에 저장된 연락처 정보와 메신저를 무분별하게 연동하지 않는다. 타깃 마케팅·광고 등으로부터도 자유롭다. 중앙서버 해킹으로 인한 개인정보 유출 우려가 적고, 서버나 데이터센터 관련 문제로부터도 비교적 안전하다.
블록체인랩스는 현재 대한민국 서울, 미국 캘리포니아 샌프란시스코에서 법인을 운영하고 있다.
핵심 제품으로는 COOV(세계 최초 블록체인 기반 코로나19 예방 접종 인증 시스템), 인프라블록체인(가상화폐 없는 퍼블릭 멀티블록체인 기술), 블록챗(서버 없는 블록체인 메신저) 등이 있다.
블록체인랩스는 ‘가상화폐 없는 퍼블릭 멀티 블록체인 합의 알고리즘 기술’을 2018년 개발했고, 2021년 5월 Proof-of-Transaction(PoT)'이라는 이름으로 국내에서 특허를 출원했다. 블록체인랩스는 이 기술을 공공재 성격의 블록체인 기술이라는 의미를 담아 ‘인프라블록체인’ 기술이라 부른다. 빠른 처리 속도와 대규모 데이터 처리가 가능하도록 구현되었다.
1. ↑  ““블록체인 활용처 무궁무진… 건설자금·의료데이터 관리도 ‘깔끔’”[허진석의 ‘톡톡 스타트업’]”. 2023년 9월 2일. 2023년 10월 3일에 확인함.
2. ↑  Lee, Junho; Smith, Nicola (2021년 6월 21일). “Digital vaccine passports aim to help South Koreans get back on the road”. 《The Telegraph》 (영국 영어). ISSN 0307-1235. 2023년 10월 3일에 확인함.
3. ↑  Connolly, George. “Council Post: Key Considerations When Using Blockchain For Vaccine Passports” (영어). 2023년 10월 3일에 확인함.
4. ↑  Jae-hee, Choi (2021년 11월 25일). “EU envoy speaks out on S. Korea’s ‘discriminatory’ vaccine pass system” (영어). 2023년 10월 3일에 확인함.
5. ↑  Larsen, Morten Soendergaard. “South Korea accused of discrimination over vaccine recognition” (영어). 2023년 10월 3일에 확인함.
6. ↑  “Korean vaccine passport developer Blockchain Labs receives proposal from Linux - Pulse by Maeil Business News Korea”. 2023년 10월 3일에 확인함.
7. ↑  “Korean vaccine passport developer Blockchain Labs receives proposal from Linux - Pulse by Maeil Business News Korea”. 2023년 10월 3일에 확인함.
8. ↑  ““블록체인 활용처 무궁무진… 건설자금·의료데이터 관리도 ‘깔끔’”[허진석의 ‘톡톡 스타트업’]”. 2023년 9월 2일. 2023년 10월 3일에 확인함.
9. ↑  기자, 이종도 (2023년 4월 24일). “AI Nexus, 2023 홍콩 웹3 페스티벌 참가”. 2023년 10월 3일에 확인함.
10. ↑  쿠키뉴스 (2022년 11월 9일). “‘블록체인랩스’가 품은 n번의 확신들”. 2023년 10월 3일에 확인함.
11. ↑  “Locally Vaccinated Travelers to Verify Status in EU through COOV” (영어). 2023년 10월 3일에 확인함.
12. ↑  “블록체인랩스 "블록체인, 암호화폐보다 인프라에 집중해야"”. 2023년 2월 7일. 2023년 10월 3일에 확인함.
13. ↑  Lee, Junho; Smith, Nicola (2021년 6월 21일). “Digital vaccine passports aim to help South Koreans get back on the road”. 《The Telegraph》 (영국 영어). ISSN 0307-1235. 2023년 10월 3일에 확인함.
14. ↑  Connolly, George. “Council Post: Key Considerations When Using Blockchain For Vaccine Passports” (영어). 2023년 10월 3일에 확인함.
15. ↑  Jae-hee, Choi (2021년 11월 25일). “EU envoy speaks out on S. Korea’s ‘discriminatory’ vaccine pass system” (영어). 2023년 10월 3일에 확인함.
16. ↑  Larsen, Morten Soendergaard. “South Korea accused of discrimination over vaccine recognition” (영어). 2023년 10월 3일에 확인함.
17. ↑  ““블록체인 활용처 무궁무진… 건설자금·의료데이터 관리도 ‘깔끔’”[허진석의 ‘톡톡 스타트업’]”. 2023년 9월 2일. 2023년 10월 3일에 확인함.
18. ↑  www.etnews.com (2021년 4월 14일). “코로나19 예방접종증명서에 블록체인 적용, 15일부터 발급”. 2023년 10월 3일에 확인함.
19. ↑  Lee, Junho; Smith, Nicola (2021년 6월 21일). “Digital vaccine passports aim to help South Koreans get back on the road”. 《The Telegraph》 (영국 영어). ISSN 0307-1235. 2023년 10월 3일에 확인함.
20. ↑  “'먹통' 절대 없다…연예인들 카톡 대신 쓴다는 모바일 메신저 [김주완의 블록체인 사용기]”. 2023년 6월 20일. 2023년 10월 3일에 확인함.
21. ↑  “백신 증명 쿠브(COOV) 개발사, 공공기관용 증명 솔루션도 내놔”. 2022년 12월 27일. 2023년 10월 3일에 확인함.
22. ↑  “블록체인랩스 "블록체인, 암호화폐보다 인프라에 집중해야"”. 2023년 2월 7일. 2023년 10월 3일에 확인함.
23. ↑  조선일보 (2022년 11월 8일). ““중앙 서버 없이 두 사람 폰에만 메시지 저장… 개인 정보 유출 걱정 없어””. 2023년 10월 3일에 확인함.
24. ↑  “백신 증명 쿠브(COOV) 개발사, 공공기관용 증명 솔루션도 내놔”. 2022년 12월 27일. 2023년 10월 3일에 확인함.
25. ↑  “COVID vaccine pass app developer launches world's 1st decentralized instant messenger” (영어). 2022년 11월 7일. 2023년 10월 3일에 확인함.
26. ↑  Global, K. E. D. “Blockchain-based messenger 'Block Chat' debuts” (영어). 2023년 10월 3일에 확인함.
27. ↑  “Korean vaccine passport developer Blockchain Labs receives proposal from Linux - Pulse by Maeil Business News Korea”. 2023년 10월 3일에 확인함.
28. ↑  “Blockchain Labs to Unveil Web3 Technology's Impact at Animal Health Summit”. Yahoo! Finance. 2023년 8월 24일. 2023년 10월 6일에 확인함.
29. ↑  “AI Nexus, 2023 홍콩 웹3 페스티벌 참가”. 2023년 4월 24일. 2023년 10월 3일에 확인함.
30. ↑  “블록체인랩스 "블록체인, 암호화폐보다 인프라에 집중해야"”. 2023년 2월 7일. 2023년 10월 3일에 확인함.
31. ↑  Lee, Junho; Smith, Nicola (2021년 6월 21일). “Digital vaccine passports aim to help South Koreans get back on the road”. 《The Telegraph》 (영국 영어). ISSN 0307-1235. 2023년 10월 3일에 확인함.
32. ↑  Connolly, George. “Council Post: Key Considerations When Using Blockchain For Vaccine Passports” (영어). 2023년 10월 3일에 확인함.
33. ↑  “'쿠브앱' 만든 블록체인랩스, 세상에 없는 메신저 만들었다”. 2022년 11월 28일. 2023년 10월 3일에 확인함.
34. ↑  “"우린 카카오톡과 달라"...쿠브 개발사 블록체인랩스, 무중앙서버 메신저 '블록챗' 출시”. 2022년 11월 7일. 2023년 10월 3일에 확인함.
35. ↑  쿠키뉴스 (2022년 11월 7일). “블록체인랩스, 탈중앙 메신저 ‘블록챗’ 공개”. 2023년 10월 3일에 확인함.
36. ↑  ““블록체인 활용처 무궁무진… 건설자금·의료데이터 관리도 ‘깔끔’”[허진석의 ‘톡톡 스타트업’]”. 2023년 9월 2일. 2023년 10월 3일에 확인함.